# Khoni (municipalité)
La municipalité de Khoni (en géorgien : ხონის მუნიციპალიტეტი) est un district de la région d'Iméréthie en  Géorgie, dont la ville principale est Khoni. 

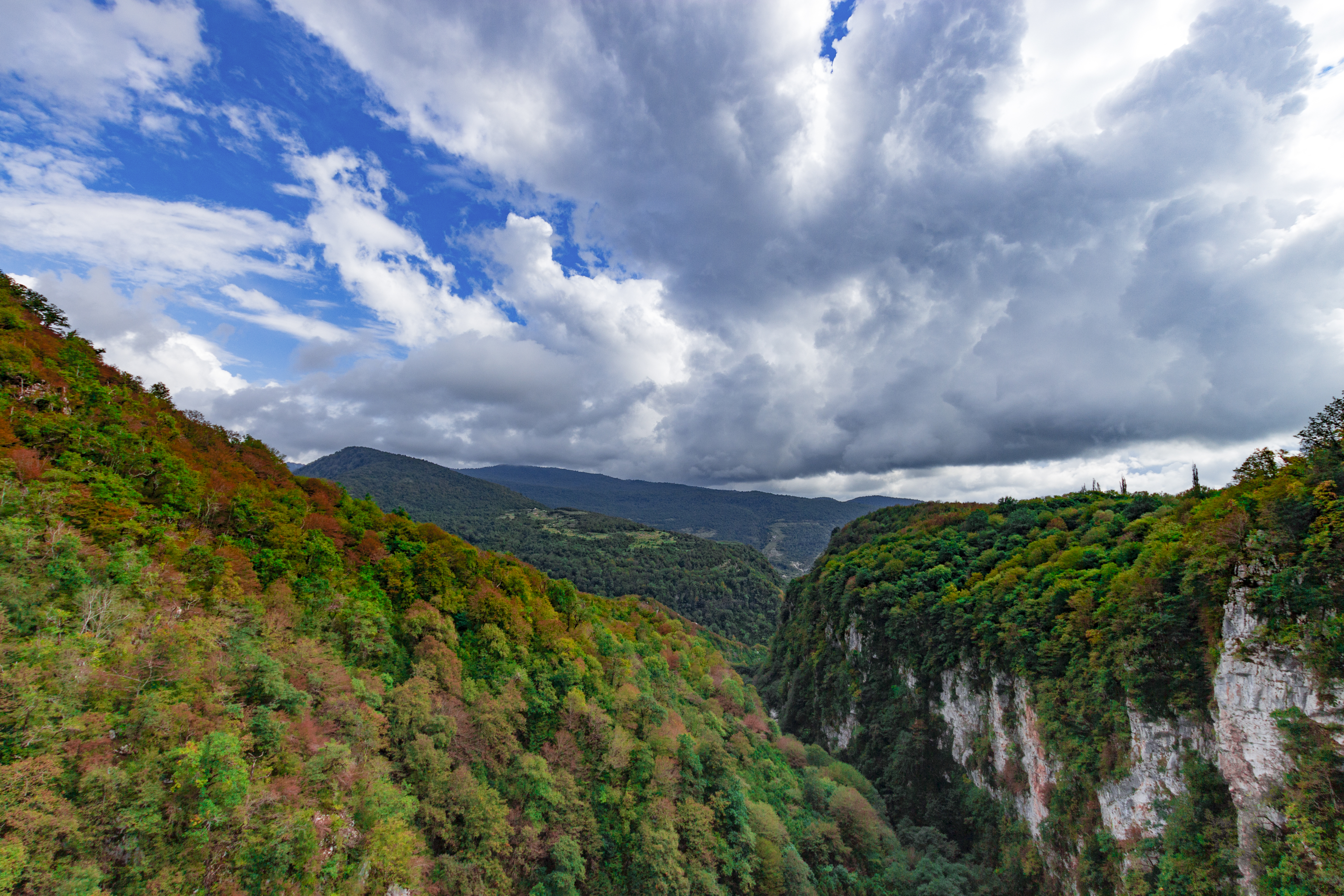
Canyon d'Okatsé

## Géographie
Il est entouré à l'ouest par les districts de Martvili et d'Abacha, au sud par celui de Samtrédia, à l'est par celui de Tskhaltubo et au nord par celui de Tsaguéri. 
Sa superficie est de 429 km2.
Son climat est subtropical, avec une température moyenne dans la plaine de +5° en janvier et de +23,4° en août, en montagne de -3° en janvier et de +21° en août. 

## Histoire
Il a connu la présence humaine dès l'Antiquité, en particulier celle du général romain Pompée 65 ans avant Jésus Christ : la présence de mines d'or et d'argent y a certainement contribué. Il devient au Moyen Âge un centre chrétien, avant de constituer l'un des pôles agricoles du Royaume d'Iméréthie et du Royaume de Géorgie. Après l'annexion par l'Empire russe, il est rattaché à Koutaïssi (1846).

## Démographie
Le district comptait 34 979 habitants en 1989, 31 757 habitants en 2002 et 23 570 habitants en 2014.

## Lieux d'intérêt
- Monument naturel de la gorge d'Okatse